# الحامية (المحفد)

تعديل مصدري - تعديل

الحامية هي إحدى قرى عزلة المحفد بمديرية المحفد التابعة لمحافظة أبين، بلغ تعداد سكانها 57 نسمة حسب تعداد اليمن لعام 2004.